# Theo Benesch
Theo Benesch (Holice, 21 januari 1899 – Wilsele, 2 december 1954) was een Duits nationaalsocialistisch politicus en lid van de Rijksdag.

## Leven
Hij werd geboren in het huidige Tsjechië in een katholieke Beierse familie. Na zijn middelbare school in Cannstatt, stadsdeel van Stuttgart, ging hij als vrijwilliger in militaire dienst bij het Württembergse  Gebirgsregiment ten tijde van de Eerste Wereldoorlog. Hij streed in Roemenië, Macedonië, Italië en aan het Westfront. Na de Eerste Wereldoorlog was hij als werktuigbouwkundige werkzaam en leefde in Erlangen. In 1923 werd hij lid van de NSDAP, hetzelfde jaar waarin de partij in de deelstaat Beieren werd verbannen. De partij in de deelstaat werd simpelweg heropgericht als de Duitse Arbeiderspartij en bleef zo ook actief in Beieren. Dit alles gebeurde onder leiding van de toen 24-jarige Benesch, die de partij terug zijn oorspronkelijke naam gaf nadat het verbod in 1925 opnieuw werd opgeheven. Hij zou lid van de gemeenteraad van Erlangen worden van 1927 tot 1933. Vanaf 1929 tot november 1933 was hij tevens de verantwoordelijke voor de gouw Middel-Franken. Tussen oktober 1930 en oktober 1932 was hij redacteur van het tijdschrift Der Stürmer.
Benesch zetelde sinds 12 november 1932 in het parlement van de deelstaat Beieren, de Landtag. Hij kwam in de Landtag terecht als opvolger van het overleden partijlid Otto Roth. Hij wordt in april 1933 tevens fractievoorzitter van de NSDAP-fractie in de Beierse Landtag en als vanuit de NSDAP lid van de ouderenraad, een orgaan in het parlement bestaande uit de voorzitter, vicevoorzitters en vertegenwoordiging van de partijen. Op 12 november 1933 werd hij verkozen tot de Rijksdag, waarin hij bleef zetelen tot maart 1936. Hij werd niet verkozen bij de Rijksdagverkiezingen van 29 maart 1936.
Hij was lid van de toezichtsraad van Rhein-Main-Donau A.G. en van de Beierse staatsmijnbouworganisatie.
In 1954 stierf hij in België te Wilsele, nabij Leuven, ten gevolge van een treinongeluk waarbij in totaal 20 doden en 70 gewonden vielen. Velen van de slachtoffers waren supporters van de Duitse nationale voetbalploeg. Hij werd 55 jaar oud.